# 上村香子
上村 香子（かみむら きょうこ、1946年3月27日 - ）は、日本の女優。
東京都目黒区出身。聖心女子学院高等科、聖心女子専門学校英語専攻科卒業。芳賀事務所、岩崎事務所を経て、オフィス・ミヤモト所属。
夫は浜畑賢吉。

## 来歴・人物
高校在学中に菊田一夫に劇団東宝現代劇への入団を直談判したが断られた。短大を卒業後、再度アタックし、1966年、劇団東宝現代劇へ入団してデビュー。1970年、退団。
退団後の活動の中心はテレビドラマで『肝っ玉かあさん』の清田千津役を松尾嘉代から引き継ぎ、その後『俺たちの旅』や『白い巨塔』で当たり役を得た。浜畑賢吉とは1973年のCBCの昼ドラ『華岡青洲の妻』で共演はしていたが、付き合ってはいなかった。1975年夏頃から付き合い始めたという。『俺たちの旅』1976年8月29日放送の第42話で、浜畑は染め物工場の職人としてゲスト出演したが、上村との絡みは劇中ではなかった。
橋田壽賀子や石井ふく子両氏に関連する作品にも多く出演している。
特技はモダンバレエ、日本舞踊。趣味は観劇、海外旅行、長唄。

## 出演

### 映画
- 夜遊びの帝王（1970年、東映）
- 不良番長 出たとこ勝負（1970年、東映）
- 昭和残侠伝 死んで貰います（1970年、東映）
- ごろつき無宿（1971年、東映）
- きみは風のように（1984年、綜芸新社）
- 南京の真実 第一部・七人の死刑囚（2008年、チャンネル桜エンタテインメント） - 松井文子（松井石根の妻）

### テレビドラマ
- 大河ドラマ （NHK総合）
  - 天と地と（1969年） - 濃姫 役※永原和子名義
  - 花神（1977年） - おすが 役
  - 徳川家康（1983年） - 阿茶局 役
  - いのち（1986年） - 松子 役
- 柳生十兵衛（1970年、フジテレビ / 東映） - 瑞代 役※永原和子名義
- 東芝日曜劇場（TBS）
  - お別れよ（1970年）※永原和子名義
  - 意地っぱり売ります（1970年）※永原和子名義
  - 子供が帰ったあとからは その3（1970年）※永原和子名義
  - 良心的な課長（1972年、RKB制作）
  - 妻の橋（1972年、RKB制作）
  - 女と味噌汁 その26（1973年） - 支倉なつみ 役
  - 女の夏（1975年）
  - 手帳（1976年）
- 水戸黄門（TBS / C.A.L）
  - 第2部  第12話「黒い契約書 -久保田-」（1970年12月14日） - 水野八重 役
  - 第5部（1974年）
    - 第10話「恋にかける天の橋立 -宮津-」 - お千代 役
    - 第21話「幽霊船の怪 -下関-」 - 長門あかね 役

  - 第6部（1975年）
    - 第23話「あっぱれ武士道 -尾張-」 - 山岸八重 役
    - 第32話「素晴らしきかな人生 -水戸-」 - 幡谷しづ 役

  - 第7部 第34話「日光街道日本晴れ -宇津宮・水戸-」（1977年1月10日） - 幸乃 役
  - 第9部 第16話「百万石の味自慢 -金沢-」（1978年11月20日） - 美保 役
  - 第10部 第1話「おあずけ喰った結婚式 -水戸・江戸-」（1979年8月13日） - 奈美 役
  - 第11部 第18話「天晴れ早駈け勝ち名乗り -与板-」（1980年12月15日） - 美佐 役
  - 第23部 第24話「お銀に惚れた人形師 -福岡-」（1995年1月23日） - お玉 役
  - 第24部 第34話「御用金送りは悪の金 -福島-」（1996年5月20日） - 智恵乃 役
  - 第28部 第11話「恋を叶えた岡崎燈籠 -岡崎-」（2000年5月22日） - おその 役
- ポーラテレビ小説 / お登勢（1971年、TBS） - 志津 役
- 大岡越前（TBS / C.A.L）
  - 第2部 第14話「呪われた鎧」（1971年8月16日） - 楓 役
  - 第5部 第8話「手鎖り御用旅」（1978年3月27日） - お市 役
  - 第6部（1982年）
    - 第14話「父の死を願った息子」 - おとよ 役
    - 第30話「十手を嵩の悪い奴」 - お信 役

  - 第7部 第6話「見えない目撃者」（1983年5月30日） - かおり 役
  - 第9部 第5話「忠相を慕う女」（1985年12月23日） - 静香 役
  - 第10部 第12話「暴利を貪る悪徳商法」（1988年5月16日） - 登紀 役
- 肝っ玉かあさん（1971年、TBS） - 清田千津 役（第97回から）
- 人形佐七捕物帳 第16話「黒猫を抱く娘」（1971年、NET / 東宝） - おこう 役
- ありがとう 第2シリーズ 看護婦編（1972年 - 1973年、TBS） - 水戸浄子 役
- 一心太助 第22話「大泥棒学入門」（1972年、フジテレビ） - おみつ 役
- 清水次郎長 第44話「あねさん頑張れ!」（1972年、フジテレビ / 東映）
- 木枯し紋次郎 第11話「龍胆は夕映えに降った」（1972年、フジテレビ / C.A.L） - お美代 役
- 夏からの手紙（1972年、東海テレビ）
- お祭り銀次捕物帳 第5話「幽霊かたき討ち」（1972年、フジテレビ / 東映） - 朝霧太夫 役/おみの 役
- 荒野の素浪人 第1シリーズ 第26話「妖雲 笛吹川の人柱」（1972年、NET / 三船プロ） - お菊 役
- ブラザー劇場（TBS）
  - 熱血猿飛佐助（1972年 - 1973年） - 小夜 役
  - パパは独身（1976 - 1977年） - 森山花江 役
- ゆびきり（1973年、TBS） - 桜井ひかり 役
- 木下恵介アワー / 思い橋（1973年、TBS / 木下恵介プロ） - 二上多美 役
- 眠狂四郎 第17話「岡っ引どぶが来た」（1973年、関西テレビ / 東映）
- 江戸を斬る 梓右近隠密帳 第25話「反乱前夜」（1974年、TBS / C.A.L） - お多美 役
- 太陽が欲しい（1973年、関西テレビ）
- ここ一番（1974年、フジテレビ）
- 伝七捕物帳 第22話「女ごころのなみだ雨」（1974年、日本テレビ / ユニオン映画） - おまき 役
- 度胸時代（1974年、CBC）
- 次郎長三国志（1974年、NET / 東映）
- 鞍馬天狗（1974年 - 1975年、日本テレビ） - 園江 役
- ありがとう 第4シリーズ カレー屋編（1974年 - 1975年、TBS）- 佐伯若子 役
- 寿の日（1975年、TBS）
- 野わけ（1975年、よみうりテレビ） - 大原伸代 役
- 花王 愛の劇場（TBS）
  - 忍ぶ川（1975年）
  - 花嫁（1991年）
- 江戸の旋風 第9話「十三夜の女」（1975年、フジテレビ）
- 影同心（毎日放送 / 東映）
  - 影同心 第22話「無理が通って殺し節」（1975年） - お幸 役
  - 影同心II 第22話「一殺多生の影の肌」（1976年） - 小春 役
- 太陽にほえろ! （日本テレビ / 東宝）
  - 第166話「噂」（1975年） - 新川雪江 役
  - 第250話「民芸店の女」（1977年） - 野間美保 役
- 俺たちの旅（1975年 - 1976年、日本テレビ / ユニオン映画） - 竹内（熊沢）紀子 役
- 私も燃えている（1976年、よみうりテレビ / 松竹テレビ部）
- 俺たちの朝（1976年 - 1977年、日本テレビ / 東宝） - 西条美沙子 役
- 桃太郎侍 第5話「ああ、涙のつばめ返し」（1976年、日本テレビ） - 小玉太夫 役
- 遠山の金さん 第1シリーズ 第58話「陰謀の銃弾」（1976年、NET / 東映） - 佐佐木絹江 役
- 火曜劇場 / 愛の嵐（1977年、日本テレビ） - 早苗 役
- 銭形平次（フジテレビ / 東映）
  - 第558話「花いちもんめ」（1977年） - お澄 役
  - 第791話「顔のない狙撃者」（1981年） - おゆう 役
  - 第834話「誘拐」（1982年） - おゆう 役
- 大江戸捜査網 第282話「男涙の離縁状」（1977年、12ch / 三船プロ） - しず 役
- 華麗なる刑事 第3話「人質交換」（1977年、フジテレビ / 東宝） - 香山の妻 役
- 新五捕物帳 第3話「江戸の花 夢の初恋」（1977年、NTV）
- 特捜最前線（テレビ朝日 / 東映）
  - 第40話「初指令・北北東へ急行せよ!」（1978年） - 有村文夫（演：横光克彦）の妻
  - 第190話「償い」（1980年） - 金子香代 役
- 白い巨塔（1978年 - 1979年、フジテレビ） - 里見三知代 役
- 青春ド真中! 第10話「夏の海にやさしさがあった」（1978年、日本テレビ / ユニオン映画） - 松本の継母
- 転落の詩集（1978年、TBS）
- 女たちの忠臣蔵（1979年、TBS）
- 鉄道公安官 第35話「ちびっこ大捜査線!」（1980年、テレビ朝日 / 東映）
- 鬼平犯科帳 第1シリーズ 第26話「女掏摸お富」（1980年、テレビ朝日 / 東宝） - お富 役
- 爆走! ドーベルマン刑事 第3話「血の追跡!」（1980年、テレビ朝日 / 東映）
- 非情のライセンス 第3シリーズ 第1話「兇悪の門出・赤ちゃんの顔が見たい!」（1980年、テレビ朝日 / 東映） - 会田刑事（演：天知茂）の妻
- 熱中時代 先生編 第2シリーズ 第12話「熱中先生と自転車泥棒」（1980年、日本テレビ） - 須永伸江 役
- 心（1980年、TBS） - 高田加奈 役
- 出逢い（1981年、TBS）
- 木曜ゴールデンドラマ / 松本清張の強き蟻（1981年、よみうりテレビ / 東映）
- 源九郎旅日記 葵の暴れん坊 第12話「黒潮、むぎ酒虎目付」（1982年、テレビ朝日 / 東映）
- ザ・サスペンス / 十津川警部シリーズ 第1作「特急さくら殺人事件」（1982年、TBS）
- 時代劇スペシャル（フジテレビ）
  - 彫師伊之助捕物覚え 消えた女（1982年、国際放映） - およう 役
  - お毒味役主丞 乾いて候（1983年、東映）  - おえん 役
- 柳生十兵衛あばれ旅 第1話「風雲渦巻く中仙道 -日本橋-」（1982年、テレビ朝日 / 東映） - 孝子
- ハウスこども劇場 最終回「お母さんの生まれた家・母と子の再会」（1983年2月22日、テレビ朝日）
- 御宿かわせみ 第2シリーズ 第20話「子を思う闇」（1983年、NHK総合） - おしの 役
- 新・女捜査官 第4話「秘密の夜を買う美人女医」（1983年、朝日放送 / テレパック）
- 土曜ワイド劇場（テレビ朝日） 
  - 誰もが信じられない!（1983年、大映映像）
  - 養子探偵団（1986年、朝日放送 / 松竹）
- 遠山の金さん ※高橋英樹版　第1シリーズ 第108話「母子悲歌・愛ひとすじの女!」（1984年、ANB/東映）- 政江
- 京都マル秘指令 ザ新選組 第10話「茶道の宗家を色仕掛けで乗っとるぞ!」（1984年、朝日放送 / 松竹）
- 必殺仕事人V 第2話「主水、混浴する」（1985年、朝日放送 / 松竹） - お甲 役
- 長七郎江戸日記（日本テレビ / ユニオン映画）
  - 第1シリーズ 第100話「牛さんの縁談」（1986年） - おきよ 役
  - 第2シリーズ 第56話「川開き、大輪の花」（1989年7月18日） - おりん 役
- 暴れん坊将軍II 第178話「家康公の借金証文!?」（1986年、テレビ朝日 / 東映） - お政 役
- 火曜サスペンス劇場 / 長く暑い夏の一日（1988年8月、日本テレビ / 彩の会）
- はぐれ刑事純情派（テレビ朝日 / 東映）
  - 第2シリーズ 第8話「能登の人妻から来た手紙」（1989年） - 小暮理代子 役
  - 第6シリーズ 第27話「殺すほど愛していない! 教師の妻」（1993年） - 久保田秋子 役
  - 第10シリーズ 第13話「からむ女・夫婦の決算!」（1997年）
- 火曜ミステリー劇場 / 十津川警部の挑戦（1990年、テレビ朝日 / 東映）
- 連続テレビ小説 / ええにょぼ（1993年、NHK総合） - 上野葉子 役
- 白鳥麗子でございます!（1993年、フジテレビ） - 秋本芳江 役
- 愛の天使（1994年、東海テレビ） - 斎藤頼子 役
- 金曜エンタテイメント（フジテレビ） 
  - 腕まくり看護婦物語 第7作（1997年） - 篠塚由江 役
  - 十津川警部夫人の旅情殺人推理 第2作（2004年） - 山岡昌江 役
- マザー&ラヴァー（2004年、関西テレビ）
- 火消し屋小町（2004年、NHK総合） - 米村菊子 役
- スウとのんのん（2005年、CBC） - 稲垣蘭子 役
- ブラザー☆ビート（2005年、TBS） - 田村房子 役
- 渡る世間は鬼ばかり（TBS）
  - 第8シリーズ（2006年 - 2007年） - 松永昌子 役
  - 3時間TVSP（2019年） - 藤川芳子 役
- エジソンの母（2008年、TBS） - 花房チエ 役
- ナツコイ（2008年、毎日放送） - 後藤タツ子 役
- 家族法廷（2011年、BS朝日） - 小野寺幸子 役
- 翳りゆく夏（2015年、WOWOW） - 朝倉幸枝 役
- 水曜ミステリー9 / 信州山岳刑事 道原伝吉 第3作「報復」（2015年、テレビ東京） - 佐藤薫 役

### 舞台
- 夢千代日記
- 香華
- 大岡越前
- 夜の鶴
- 花のこころ
- 空のかあさま
- 愛染め高尾
- 夕化粧
- お美津（新宿コマ劇場）

### バラエティー・教養番組
- 爆笑!!浜畑賢吉の夫婦円満テレショップ（夫婦で司会）
- クイズ！！ひらめきパスワード(3代目女性軍キャプテン、88年8月14日～同年10月16日)

ほか多数

### CM
- 白子のり（伊東四朗と共演）
- 興和 「キャベジンコーワS」（上川隆也と共演）
- JTB  （エース国内旅行）
- アサヒ緑健 太陽と緑の健やかタイム・人生の切符「緑効青汁」（テレビショッピング）（2008年～）（夫・浜畑賢吉と共演）